# Conus ancylus
Conus ancylus é uma espécie de gastrópode do gênero Conus, pertencente a família Conidae.